# Aluguer

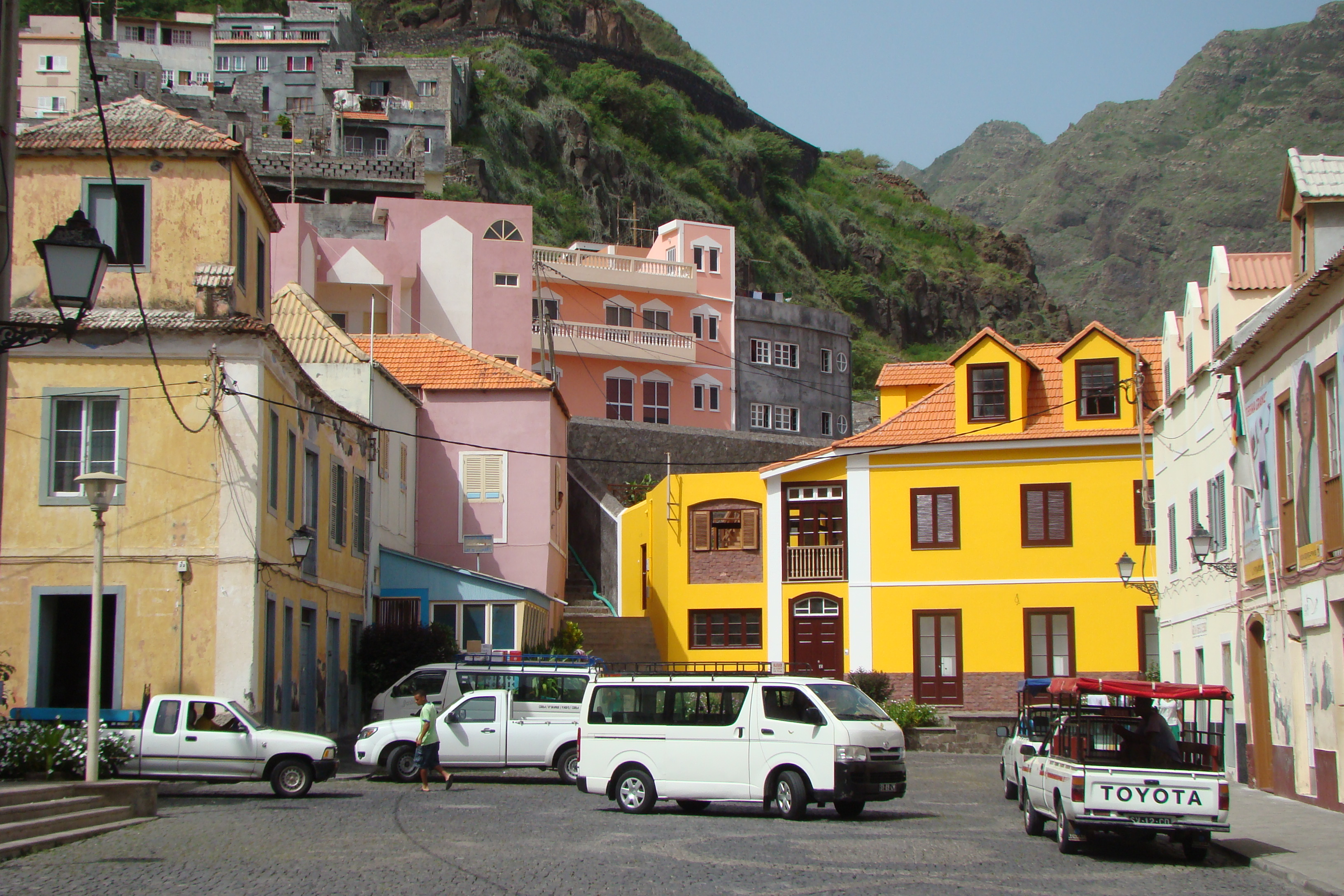
Aluguers a Ribeira Grande (Santo Antão)

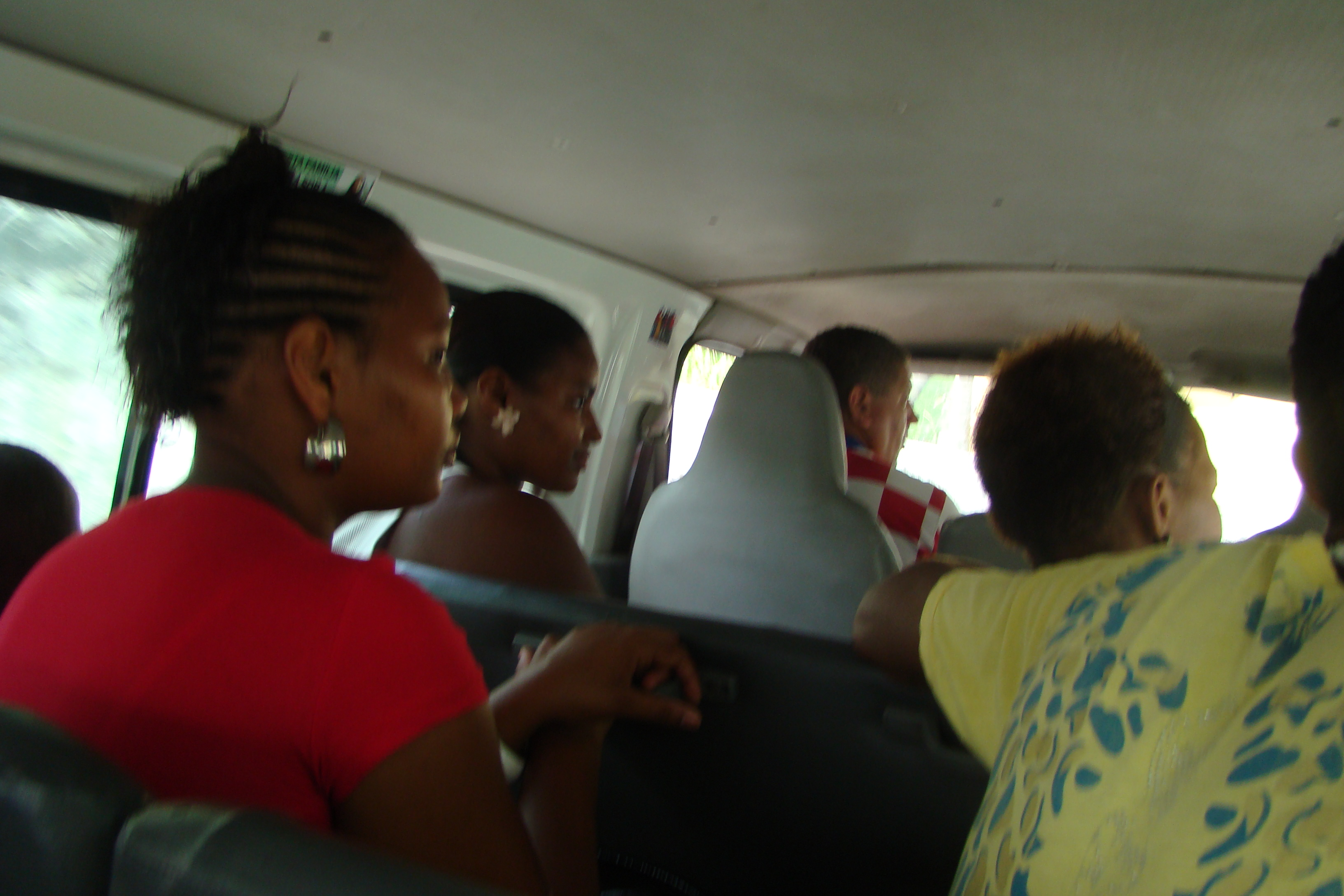
Interior d'un aluguer en ruta

La paraula portuguesa Aluguer (literalment lloguer) fa referència a un tipus de mitjà de transport públic típic de Cap Verd.
Es realitza en vehicles tipus furgoneta de deu o dotze places, de titularitat privada, que han obtingut una llicència municipal. Realitzen usualment un mateix itinerari, entre dos punts o localitats, i recullen viatgers al llarg del trajecte, no necessàriament en parades preestablertes. El viatger es baixa en el punt que estima oportú i abona un preu pel trajecte realitzat. Aquest preu està, usualment, prefixat per l'Ajuntament, quan l'aluguer funciona en el règim de recollida de múltiples viatgers.
A vegades, un o més viatgers poden acordar amb el conductor un preu global i utilitzar el transport en l'itinerari usual, o en un altre alternatiu, sense que es reculli a nous viatgers pel camí. En dita suposada, les tarifes prefixades pel municipi no són aplicables, sinó que el preu es pacta entre les parts.
En algunes illes de l'arxipèlag, els aluguers són l'únic mitjà de transport públic, com ocorre a l'Illa de Sant Antão, encara que en d'altres també existeixen taxis i, a Mindelo i Praia, autobusos de línia.